# Stygopholcus photophilus
Espèce
Synonymes
- Hoplopholcus kratochvili Brignoli, 1971

Stygopholcus photophilus est une espèce d'araignées aranéomorphes de la famille des Pholcidae.

## Distribution
Cette espèce se rencontre en Grèce et en Albanie.

## Description
Le mâle décrit par Huber, Pavlek et Komnenov en 2021 mesure 4,3 mm.

## Publication originale
- Senglet, 1971 : « Note sur les Pholcidae (Arachn.) de Grèce. » Mitteilungen der Schweizerischen entomologischen Gesellschaft, vol. 44, no 3/4, p. 345-359.